# Ctenocolletes nicholsoni
Ctenocolletes nicholsoni är en biart som först beskrevs av Cockerell 1929.  Ctenocolletes nicholsoni ingår i släktet Ctenocolletes och familjen Stenotritidae. Inga underarter finns listade i Catalogue of Life.

## Bildgalleri

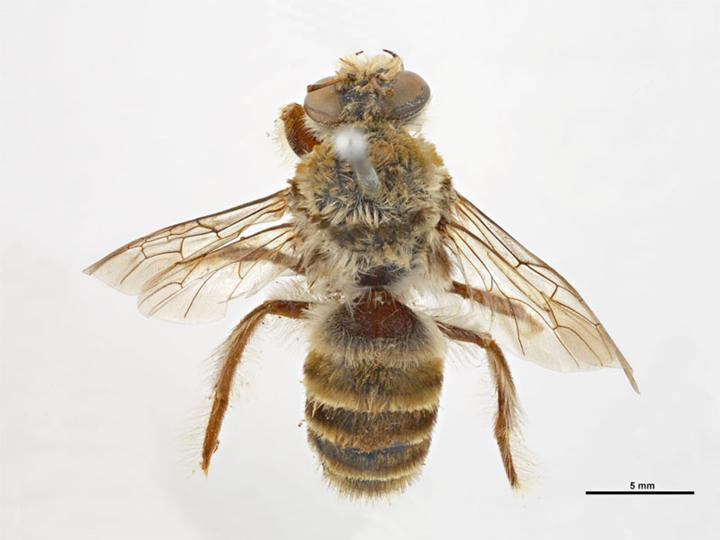